# Tipula (Lunatipula) johnsoniana
Tipula (Lunatipula) johnsoniana is een tweevleugelige uit de familie langpootmuggen (Tipulidae). De soort komt voor in het Nearctisch gebied.